# مجدع (بكيل المير)

تعديل مصدري - تعديل

مجدع هي إحدى قرى عزلة صبران بمديرية بكيل المير التابعة لمحافظة حجة، بلغ تعداد سكانها 27 نسمة حسب تعداد اليمن لعام 2004.